# Norm Macdonald Has a Show
Norm Macdonald Has a Show è un talk show americano condotto da Norm Macdonald che è stato presentato in anteprima il 14 settembre 2018 su Netflix . La serie è prodotta da Macdonald, Lori Jo Hoekstra, KP Anderson e Daniel Kellison . Macdonald e Hoekstra sono anche gli showrunner della serie.

## Produzione
Il 9 marzo 2018, fu annunciato che Netflix aveva prodotto una prima stagione composta da dieci episodi. Lo spettacolo è condotto da Norm Macdonald e la sua spalla comica Adam Eget.  La società di produzione di Macdonald, Anchor Spud Productions produce la serie in associazione con Pygmy Wolf Productions e Lionsgate Television . Il 21 agosto 2018 è stato annunciato che la serie sarebbe stata presentata in anteprima il 14 settembre 2018.
Concludono ogni episodio con una canzoncina che era stata originariamente cantata da Wayne e Shuster alla fine dei loro spettacoli per la televisione CBC .

## Episodi
| No. | Ospite             | Data di rilascio   |
| --- | ------------------ | ------------------ |
| 1   | David Spade        | 14 Settembre, 2018 |
| 2   | Drew Barrymore     | 14 Settembre, 2018 |
| 3   | Judge Judy         | 14 Settembre, 2018 |
| 4   | David Letterman    | 14 Settembre, 2018 |
| 5   | Jane Fonda         | 14 Settembre, 2018 |
| 6   | Chevy Chase        | 14 Settembre, 2018 |
| 7   | M. Night Shyamalan | 14 Settembre, 2018 |
| 8   | Michael Keaton     | 14 Settembre, 2018 |
| 9   | Billy Joe Shaver   | 14 Settembre, 2018 |
| 10  | Lorne Michaels     | 14 Settembre, 2018 |